# Neutralità della moneta
In economia la teoria della neutralità della moneta esprime l'idea che il cambiamento della quantità di moneta ha effetti solamente sul valore nominale delle variabili come il prezzo, il salario  e il tasso di cambio, ma nessuno sulle variabili reali come il Pil, l'occupazione e il consumo.
È un concetto importante nella economia classica ed è correlato alla cosiddetta dicotomia classica. La neutralità della moneta implica che la banca centrale non può influenzare l'economia reale (ossia l'occupazione, il Pil, gli investimenti) semplicemente stampando banconote. Un qualsiasi incremento nell'offerta di moneta verrebbe immediatamente controbilanciato da un uguale aumento dei prezzi e dei salari.
Molti economisti ritengono che la neutralità della moneta sia una buona approssimazione dell'economia nel lungo periodo, ma nel breve la moneta ha effetti sul Pil. Un'argomentazione a favore è che i prezzi e specialmente i salari sono "vischiosi", e non si possono aggiustare immediatamente a seguito di un cambio inaspettato nella offerta di moneta.
Una spiegazione alternativa agli effetti reali di una variazione dell'offerta di moneta non è che gli agenti economici non possano modificare i prezzi (a causa del costo dei listini) ma che non si rendano conto che dovrebbero farlo. L'approccio alla razionalità limitata suggerisce che le piccole contrazioni dell'offerta di moneta non vengono prese in considerazione quando gli individui vendono le loro case o cercano lavoro, e che perciò,  nella ricerca di concludere un contratto, tarderanno maggiormente che in assenza di una contrazione monetaria. Inoltre, il minimo dei cambiamenti dei salari nominali imposto dalla maggior parte delle imprese è risultato essere zero; un numero arbitrario secondo la teoria della neutralità della moneta, ma una vera e propria soglia psicologica a causa dell'illusione monetaria.
La teoria neokeynesiana enfatizza particolarmente i modelli nei quali la moneta non è neutrale e, perciò, la politica monetaria può produrre effetti sull'economia reale.
La superneutralità della moneta è una proprietà più forte della semplice neutralità della moneta. Se la moneta è superneutrale, allora non solo il livello dell'offerta monetaria non ha effetti sulle variabili reali, ma anche il tasso di crescita dell'offerta di moneta. In questo caso, sia la offerta di moneta, sia il suo tasso di crescita hanno effetti su variabili nominali quali il livello dei prezzi e il tasso di inflazione.